# Dnevnik jedne ljubavi
Dnevnik jedne ljubavi prvi je album hrvatske pjevačice Josipe Lisac, koji je objavio Jugoton 1973. godine. Karlo Metikoš i Ivica Krajač, autori glazbe i teksta, ugradili su u album posvetu Josipi Lisac u obliku akrostiha sastavljenog od prvih slova teksta svake pjesme i završnog slova teksta albuma. 
Dnevnik jedne ljubavi je jedan od najboljih konceptualnih albuma hrvatskog pop-rocka i smatra se klasikom.
Album je 1998. izglasan na 9. mjesto najboljih 100 rock i pop albuma u knjizi YU 100: najbolji albumi jugoslavenske rock i pop glazbe.

## Popis pjesama
Sve pjesme su napisali Karlo Metikoš i Ivica Krajač.
1. "O jednoj mladosti" - 3:59
2. "Srela sam se s njim" - 3:10
3. "Sreća" - 3:11
4. "Po prvi put" - 2:50
5. "Plačem" - 4:11
6. "Jedna kratka vijest" - 3:19
7. "Ležaj od suza" - 4:29
8. "Ne prepoznajem ga" - 4:29
9. "Vjerujem ti sve"  - 2:34
10. "Kao stranac" - 3:21

## Vanjske poveznice
- Josipalisac.com
- Reizdanje albuma “Dnevnik jedne ljubavi” Josipe Lisac